# Hugo Donellus
Hugo Donellus (sinonímia: em francês Hugues Doneau; em italiano: Ugo Donello), foi jurista e Professor de Direito da Universidade de Altdorf.
Nasceu em Chalon-Sur-Saône, França, em 23 de Dezembro de 1527 - morreu em Altdorf, perto de Nuremberg, 4 de Maio de 1591.
Foi um dos representantes do Humanismo Legal.

## Vida e Obra
Donellus, era descendente de uma família muito respeitada, estudou direito em Toulouse e Burges.  Burges era então o centro do humanismo legal e Franciscus Duarenus, um dos membros mais famosos deste movimento, foi um professores de Donellus na Universidade de Burges.  Em 1551, Donellus recebeu o doutorado da Universidade de Burges e aí começou a dar aulas.  Todavia, por ter-se confessado Calvinista, Hugo teve de fugir para Genebra depois do Massacre do dia de São Bartolomeu em 1572.  Donellus aceitou um convite de Frederico III, Eleitor Palatino para o cargo de professor da Universidade de Heidelberg.  Em 1573, todavia, Donellus teve de fugir novamente, porque Heidelberg e toda a vizinhança do Palatinato se convertera à confissão luterana através de Luís VI, sucessor de Frederico III.  Hugo então continuou a ensinar em Leiden, mas em 1587, as circunstâncias políticas forçaram-no a se exilar pela terceira vez: Donellus teve de sair de Leiden em 1588, por causa de sua simpatia por Robert Dudley, 1º Conde de Leicester.  Hugo voltou para a Alemanha e se tornou professor na Universidade de Altdorf (que era a universidade da Cidade Imperial Livre de Nuremberg.  Ele morreu em Altdorf em 1591.
Hugo Donellus foi um dos juristas franceses que seguiu o exemplo de Andreas Alciatus e aplicou os métodos do Humanismo Renascentista ao Direito.  Entretanto, enquanto muitos dos seguidores do então chamado mos gallicus se concentravam em cima de uma avaliação crítica dos textos dentro do Corpus Iuris Civilis, Donellus estava mais interessado na construção de um sistema coerente de Direito.  A sua obra mais conhecida: Commentarii de iure civili (Comentários sobre a Lei Civil), editada parcial e postumamente por Scipione Gentilli foi uma das primeiras tentativas de organizar o tema Direito Romano dentro de uma ordem lógica e não de acordo com a sequência dos livros e dos títulos do Digesto.  Hugo também deu importantes contribuições a diversas áreas especializadas de direito tal como a doutrina de posse e o conceito de propriedade

## Obras

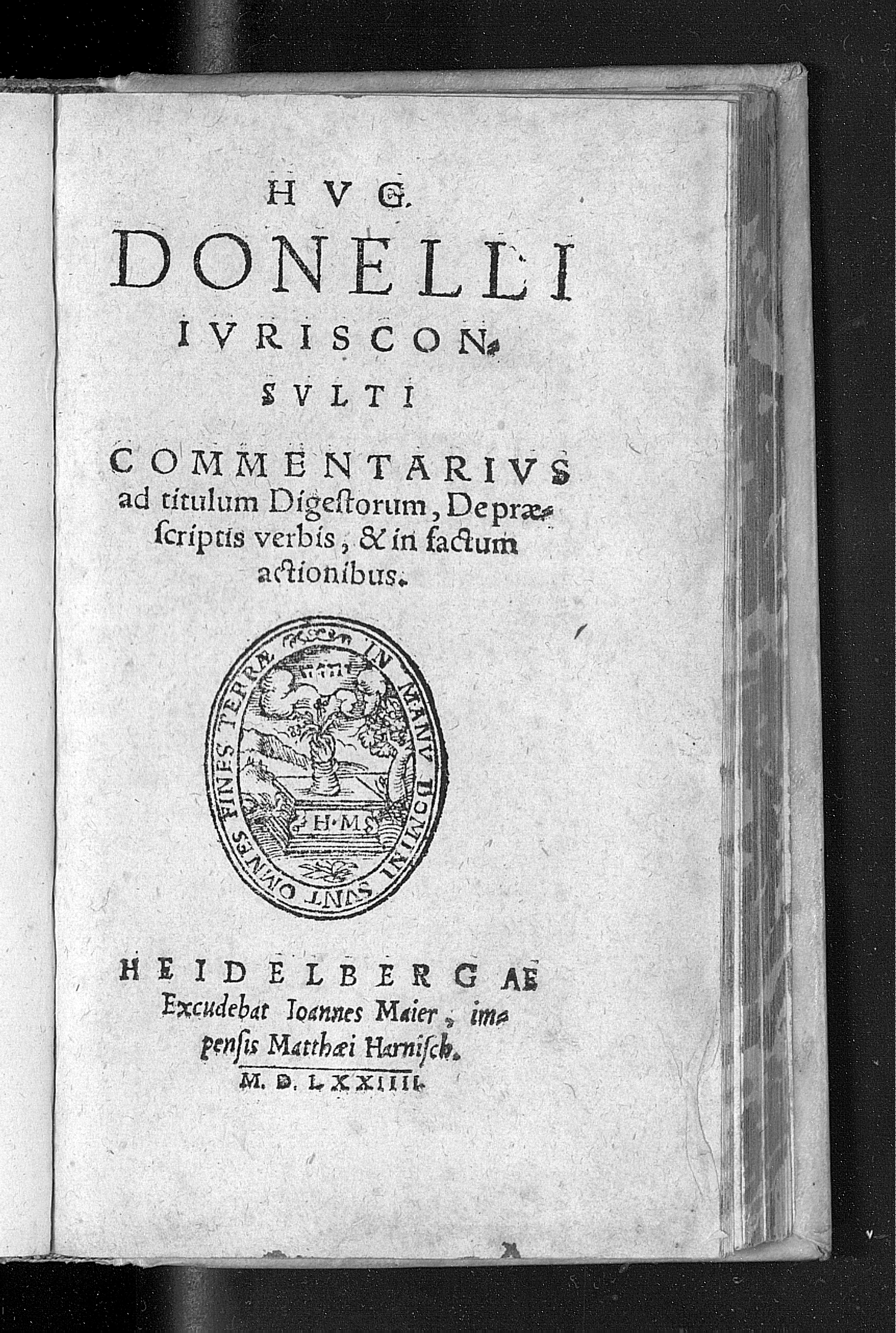
Commentarius ad titulum Digestorum De praescriptis verbis et in factum actionibus, 1574

- Commentaria in tit. Pandectarum de usuris, nautico fonere, de fructibus, caussa et accessionibus et de mora, Paris 1556
- Ad legem Justiniani de sententiis quae pro eo quod interset proferuntur, sive de eo quod interest, liber Parigi 1561, Neustadt 1580, Altdorf 1589, publicado também com o título a Donello recognitus (Ap. Carterium 1596, Leiden 1630
- Commentaria Ad tit. Dig. De rebus dubiis, Burges 1571, Antuérpia 1584
- Commentaria Ad tit. Cod. De pactis et transactt., Burges 1572, Paris 1573, Colônia 1574
- Zachariae Furnestri Defensio pro justo et innocente tot millium animarum sanguine in Gallia effuso adversus Molucii calumnias, 1573, 1579
- Commentaria Ad tit. Dig. De praescriptis verbis et in factum actionibus, Heidelberg 1574, 1580
- Commentaria ad tit. Inst. De actionibus, Antuérpia 1581, 1596, 1620
- Tractatus de pignoribus et hypothecis, Frankfurt
- Tractatus de aedilitio edicto, evictionibus, et duplae stipulatione, de probationibus, fide instrumentorum et testibus, Frankfurt
- Commentaria Ad tit. Dig de rebus creditis seu munto, de jurejurando, de in litem jurando, condictione ex lege, triticiaria, et de eo quod certo loco, Antuérpia 1582, Frankfurt 1626
- Commentaria Ad Codicis Justinianei partes quasdam, 1587
- Commentaria Ad tit. Digestorum de diversis regulis juris, Antuérpia
- Commentaria Ad tit. Dig. De Verborum obligationibus, Frankfurt 1599
- Commentarium de jure civili viginti octo, in quibus jus civile universum singulari artificatio atque doctrina explicatum continetur, Frankfurt 1595, 1596
- Hugonis Donelli opera postuma et aliorum quaedam, ex biblotheca Sciponis Gentilis, Hannover 1604
- Opera cur. e Barth. Franc. Pellegrini, publicado em Lucerna 1762-1770 em doze folhas.

## Referências

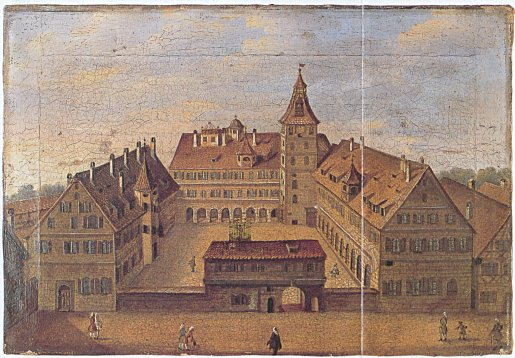
A Universidade de Altdorf, onde Donellus deu aulas, foi fundada em 1578